# 湯友
湯友（ゆうと）は、Jリーグ・ザスパクサツ群馬のマスコットキャラクターである。

## 概要
モチーフは獅子で、草津町にある前口諏訪神社の獅子舞に由来する。2002年（平成14年）8月1日に、草津温泉の「熱の湯」から誕生した。試合や地域の行事・式典などで、草津温泉観光協会のマスコットであるゆもみちゃんと共演することが多い。
Jリーグマスコット総選挙においては、2013年は26位、2015年は30位となっている。

### 容姿
温泉から誕生したため、全身の肌が赤い。髪の毛の色は青色であり、眉毛が太い。背番号は932番（登場当初は12番）であり、クラブカラーである黄色と紺色のユニフォームとスパイクのほか、黄色い鉢巻を締めている。赤い肌をしているため、まれに赤鬼や雷神と誤解されることがある。